# Orlando Mitchum
Orlando Mitchum (* 19. Mai 1987 in Basseterre) ist ein Fußballspieler von St. Kitts und Nevis.

## Karriere

### Klub
Er begann seine Karriere beim Washington Archibald High School FC und wechselte zur Saison 2007/18 zum Newtown United FC. Im April 2011 wechselte er zum Franchise Antigua Barracuda FC, mit welchem er in der USL Championship antrat. Anfang 2014 wechselte er dann innerhalb von Antigua und Barbuda zum Parham FC. In den Spielzeiten 2015/16 und 2016/17 war er wieder für Newtown aktiv. 2017/18 spielte er beim Conaree FC und kehrte danach erneut zu Newtown zurück. Seit der Saison 2019/20 spielt er bei Conaree.

### Nationalmannschaft
Seinen ersten Einsatz für die Nationalmannschaft erhielt er am 31. Oktober 2004, innerhalb der Qualifikation für die Karibikmeisterschaft bei einem 6:1-Sieg über Montserrat. Hier wurde er in der 69. Minute für Austin Huggins eingewechselt. Ab Dezember 2007 spielte er in fast jeder Partie, ab 2016 seltener und sein letzter Einsatz war am 23. März 2019 bei einer 0:2-Niederlage in der Nations-League-Qualifikation gegen Suriname.